# Xingxi
Xingxi (kinesiska: 星溪) är en socken i sydöstra Kina. Den ligger i Zhenghe härad i staden Nanping i provinsen Fujian, omkring 150 kilometer norr om provinshuvudstaden Fuzhou. Antalet invånare är 14 788. Befolkningen består av 6 797 kvinnor och 7 991 män. Barn under 15 år utgör 14,0 %, vuxna 15-64 år 76 %, och äldre över 65 år 8,0 %.